# Sekala Niskala (film)
Sekala Niskala (nome inglese:   'The Seen and Unseen'  ) è un film drammatico prodotto da Fourcolours Films con la Treewater Produzioni nel 2017, diretto e scritto dalla giovane regista indonesiana Kamila Andini.

## Trama
Una giovane ragazza Putri cerca modi fantasiosi per affrontare la morte del fratello gemello Tantra, creando un mondo parallelo invisibile dove continua a giocare e divertirsi con suo fratello.
Il film è completamente girato sull'isola indonesiana di Bali, essendo la filosofia sekala/niskala autoctona. I balinesi, infatti, credono che il mondo sovraumano sia reale quanto quello materiale.

## Premi
Sekala Niskala è stato pluripremiato in tutto il mondo:
- 2018 Festival di Berlino, International Jury Generation Kplus, Grand Prix per il miglior film.
- 2017 EstAsia (festival cinematografico).